# Boris Michajlov (fotografo)
Boris Andreevič Michajlov (Борис Андреевич Михайлов; Charkiv, 25 agosto 1938) è un artista e fotografo ucraino, un documentarista sociale, testimone dei cambiamenti avvenuti nel suo paese fin dagli anni Settanta del Novecento.
La sua opera combina arte concettuale e fotografia documentaria ed esprime forti contenuti di critica sociale. Pone al centro della sua ricerca il post-comunismo, la frammentazione sociale seguita alla caduta del blocco sovietico, l'emarginazione, la povertà, l'identità e lo sradicamento.

## Biografia
Boris Michajlov nasce il 25 agosto del 1938 a Charkiv, Ucraina, ed è il primogenito di Andrej Michajlov e Chaja Michajlova, entrambi ingegneri. La famiglia annovera anche diversi artisti: il nonno materno, ad esempio, era un regista teatrale e gestiva un piccolo teatro non molto lontano da Kiev.
Nel 1962 Michajlov si laurea in ingegneria elettronica all'Università di Charkiv. Lavora prima presso alcune compagnie di trasporto municipali di Charkiv, e dal 1963 al 1968 nella costruzione di missili. Le sue inclinazioni artistiche lo portano però a prediligere la fotografia e le riprese video, passioni che si diletta a praticare anche all'interno dell'impresa presso cui lavora. Con l'ausilio di una cinepresa e una macchina fotografica, inizia la sua carriera artistica girando un documentario all'interno dell'azienda. La sua prima serie fotografica, Susy e gli altri (1960-1970), è centrata sul corpo e la nudità: Michajlov riprende se stesso, gli amici e la moglie, fotografata in pose erotiche e nello stesso tempo clownesche. Saranno proprio alcuni di questi scatti di nudo a farlo cadere nelle maglie del servizio segreto sovietico. Nel 1968, dopo aver trovato alcune foto della moglie nel laboratorio della fabbrica in cui lavora, il KGB lo accusa di pornografia; tutto il suo materiale viene sequestrato e perde il lavoro.

### Le prime serie fotografiche: 1968-1979
Trovato un nuovo impiego come ingegnere, continua a sviluppare da autodidatta la sua passione per la fotografia. Tra il 1968 al 1975 produce diverse serie fotografiche, documentando scene di vita quotidiana nell'Unione Sovietica, che contengono elementi di critica nei confronti della politica e della burocrazia sovietica. Nella più nota di queste, Red, costituita da 84 foto a colori scattate a Kharkiv, la sua città natale, Michajlov utilizza principalmente il colore rosso, simbolo del comunismo sovietico, per rappresentare appuntamenti pubblici ufficiali, come le parate militari, o il paesaggio urbano e la vita quotidiana delle persone. Il rosso invade pesantemente le immagini, a riprova della totale penetrazione del partito e della politica in tutti gli aspetti della vita sociale e delle relazioni private.
La serie Yesterday's Sandwich (1968-1975) è costituita da 55 fotografie a colori, realizzate con la tecnica della sovrapposizione. I diversi soggetti, accatastati uno sull'altro come un "sandwich", comprendono paesaggi urbani surreali, ritratti o corpi nudi, scene della vita quotidiana sovietica. Ne risulta un "doppio mondo", nel quale il grigiore della quotidianità si alterna a immagini giocose e grottesche di sesso, nudità, guerra. A causa delle restrizioni che colpivano gli artisti nell'era sovietica, la forma iniziale di questa installazione fu quella di uno slideshow di 12 minuti composto da 184 diapositive proiettate una sull'altra; solo verso la fine degli anni Ottanta, Michajlov riesce a produrre la stampa delle singole immagini. Nel saggio che accompagna il libro che nel 2006 presenta al pubblico, Michajlov scrive che in quel periodo "la crittografia era l'unico modo per esplorare soggetti proibiti come la politica, la religione, la nudità."
A cavallo tra il 1976 e il 1980 si licenzia per dedicarsi a tempo pieno alla professione di fotografo. Scatta ritratti e provvede egli stesso alla colorazione delle sue fotografie; anziché seguire le regole di estetica ufficiali dettate dal regime, preferisce uno stile kitsch, intriso di una sfumatura ironica. Verso la fine degli anni Settanta si unisce ad un gruppo di appassionati di fotografia che si scambiano reciprocamente consigli su come migliorare le proprie tecniche. Successivamente, preferisce proseguire i contatti con i fotografi dei paesi baltici piuttosto che con la comunità ucraina, dal momento che, secondo il fotografo, i primi avevano sviluppato un'interessante estetica visiva.
Nel 1979 si reca a Mosca per esporre le proprie fotografie; Illja Kabakov, esponente del concettualismo moscovita, rimane molto colpito da due delle esposizioni di Boris, Serie Rossa (che per la prima volta gli fa ottenere la notorietà come fotografo delle realtà sovietiche) e l'Archivio Nero, e lo invita nel proprio studio. I due artisti diventano amici e rimangono in contatto da quel momento in avanti.

### Anni Ottanta
Nel 1982 Boris inaugura un nuovo stile con le serie Viscidity e Horizontal Pictures, Vertical Calendars, abbinando alle fotografie dei manoscritti. Aveva imparato questa tecnica durante il suo periodo a Mosca, quando era entrato in contatto con i concettualisti. Nello stesso anno produce anche la serie Crimean Snobbery, nella quale partecipa come protagonista con alcuni suoi amici in pose sia comiche che erotiche.
Si fa risalire al 1984 Unfinished Dissertation, sebbene venga pubblicato poi nel 1998. È un libro fotografico annotato da citazioni di libri e riviste filosofiche, osservazioni, riferimenti autobiografici, estratti d'arte e di scienza. In questa occasione un curatore ed esperto di fotografia di Praga, interessato al suo lavoro, lo invita nel suo paese: è la prima esposizione di Michajlov in un paese comunista non appartenente all'Unione Sovietica.
Nel 1986 produce la serie Salt Lake, 65 fotografie a colori che ritraggono persone che si bagnano in un lago circondato da fabbriche nelle vicinanze di Slavjansk, il paese nel sud dell'Ucraina in cui è nato suo padre.

### Anni Novanta: la caduta dell'Unione Sovietica
Dopo la caduta dell'Unione Sovietica nel 1991, Boris Michajlov lavora alla serie By the Ground, un centinaio di foto in tonalità seppia, con l'intento quello di mettere in risalto il disagio della sua città natale, Charkiv, e della sua popolazione, provata dalla crisi economica seguita alla dissoluzione dell'Unione Sovietica. Nello stesso anno, Lynne Cook invita Boris Michajlov alla mostra Carnegie International al Carnegie Museum of Art di Pittsburgh: per la prima volta esibisce le sue opere negli Stati Uniti d'America.
Nel 1992, nella serie I am not me il protagonista è il corpo umano: Michajlov si fotografa nudo in varie pose, con un giocattolo sessuale e un clistere.
Ripetendo la tecnica usata in By the Ground, nel 1993 pubblica At Dusk, una raccolta di fotografie realizzate nella tonalità del blu, che rende il clima di degrado più lampante e opprimente. Nei suoi scatti riesce ad imprimere la depressione che traspare dai volti dei soggetti fotografati, la povertà, la disoccupazione e la perdita di dignità che ne consegue.
Nell'esposizione del 1995 nel Portikus a Francoforte, poi trasferita al Kunsthalle di Zurigo, uno tra i più importanti centri d'arte contemporanea, per la prima volta in occidente Boris propone un'ampia panoramica della sua produzione dagli albori a quel momento. Grazie alla visibilità ottenuta, inizia una collaborazione con la gallerista Barbara Gross. Sull'onda della popolarità, Michajlov apre la galleria d'arte Up/Down a Charkiv collaborando con Sergej Bratkov, artista e fotografo ucraino.
Nel 1997 inizia a lavorare sull'ampia serie Case History, circa quattrocento foto scioccanti che esplorano la condizione dei  "bomzhes", i senzatetto nella città industriale di Kharkov, nuova classe emersa dopo il crollo dell'Unione Sovietica nel 1991. L'anno successivo viene pubblicata a Berlino Unfinished Dissertation e Michajlov viene insignito dell'Albert Renger-Patzsch Award ad Essen.
Nel 1999, grazie al supporto del Deutscher Akademischer Austauschdienst (DAAD), riesce a pubblicare Case History. Il 2000 lo vede vincitore di diversi premi, tra i quali l'Hasselblad Foundation International Award in Photography a Göteborg, in Svezia, e il Krazna-Krausz Photography Book Award, a Londra. Nello stesso anno inizia a lavorare alla serie In the Streets, documentando la vita di ogni giorno a Berlino. Nel 2001 vince Le prix du Livre de Photographie des Rencontres Internationales de la Photographie d’Arles ad Arles, in Francia.

### Dopo il 2000
Nel 2003 il foto-museo di Winterthur esibisce A Michajlov Retrospective, una mostra itinerante che tocca Boston, Barcellona ed Amsterdam. Viene premiato a San Pietroburgo con il General Satellite Corporation Art Prize per il contributo allo sviluppo dell'arte russa contemporanea. Nel 2004 Look at me I look at water viene pubblicato da Steidl. Nel 2006 pubblica Yesterday's Sandwich e nello stesso anno va in Giappone, dove documenta la quotidianità della vita giapponese nella serie fotografica Banzai! Nel 2007 e nel 2017 viene invitato ad esibire le sue opere nella Biennale di Venezia.
Nel 2011 l'editore Verlag pubblica Tea Coffee Cappuccino, una raccolta delle foto sulla vita quotidiana di Charkiv, scattate tra il 2000 e il 2010. Le tematiche affrontate sono le stesse di quando iniziò a usare la macchina fotografica, ma ora utilizza la pellicola a colori, affinché traspaiano le modifiche apportate agli spazi pubblici da una economia capitalista.

## Opere

### Libri illustrati
- 1998 Unfinished Dissertation, Zurich, Scalo Publishers, OCLC 469488903
- 1999 Case History, Zurich, Scalo Publishers,  OCLC 466547456
- 2006 Yesterday's Sandwich, London, Phaidon Press Limited, OCLC 225352961
- 2007 Suzi Et Cetera, Köln, Walther König, OCLC 126840274
- 2009 Maquette Braunschweig, Göttingen, Steidl, OCLC 882187562

## Esposizioni
1988

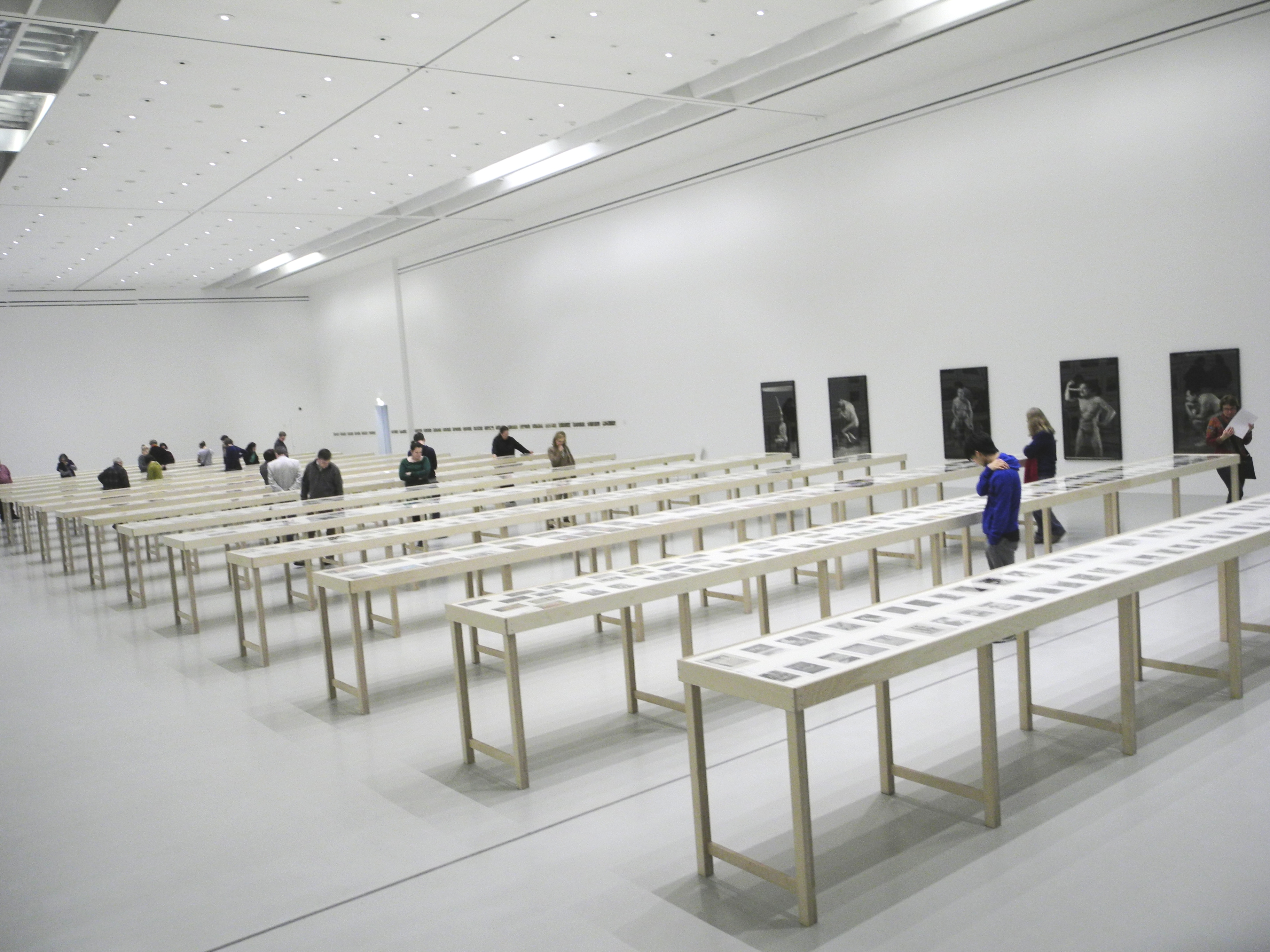
Esibizione dei lavori di Boris Michajlov al Museo di Sprengel ad Hannover, Germania.

- Ny Sovjetisk Fotografi (New Soviet Photography), Museet for Fotokunst, Odense, Danimarca.

1990
- Museum of Contemporary Art, Tel Aviv, Israele.
- Boris Michajlov: Arles - Paris 1989, Signalhallen, Armémuseum, Stoccolma, Svezia.
- The Missing Picture/Zeitgenössische Fotografie aus der Sowjetunion, List Visual Arts Center, MIT, Cambridge,  Massachusetts,  Stati Uniti d'America.

1992
- Boris Michajlov: Werke von 1970 - 1991, Forum Stadtpark, Graz, Austria.

1994
- Hotel Europa, Foto Festival Rotterdam, Rotterdam, Paesi Bassi.
- Perspectief, Photographic Center, Rotterdam, Paesi Bassi.

1995
- Boris Michajlov, Portikus, Francoforte, Germania.
- After the Fall, The Institute of Contemporary Art, Philadelphia, Pennsylvania, Stati Uniti d'America.

1997
- Photomania, DAAD Galerie, Berlino, Germania.
- Crimean Grafomania, Galerie in der Brotfabrik, Berlino, Germania.
- Helsingin Juhlaviikot Hippolyte Photographie Galerie, Helsinki, Finlandia.

1998
- Boris Michajlov, Stedelijk Museum, Amsterdam, Paesi Bassi.
- Boris Michajlov, Les Misérables (About the World), Sprengel Museum, Hannover, Germania.
- Peri Center of Photography, Turku, Finlandia.

1999
- By the Ground, Museum of Modern Art, Ljubljana, Slovenia.
- Boris Michajlov, Fondazione Querini Stampalia, Venezia, Italia.
- Case History, DAAD Galerie, Berlino, Germania.
- Case History and Dance, Scalo Galerie, Zurigo, Svizzera.
- Boris Michajlov, Centre National de la Photographie, Parigi, Francia.

2000
- Boris Michajlov, 2000 Hasselblad Award Winner, Hasselblad Center, Göteborg, Svezia.
- Boris Michajlov, The Photographers Gallery, Londra, Regno Unito.
- Dvir Galerie, Tel Aviv, Israele.
- Galerie Barbara Gross, Munich, Germania.

2001
- Boris Michajlov: Case History & Heiner Müller Projekt, Haus der Kulturen der Welt, Berlino, Germania.
- Bildmuseet, Umeå, Svezia.
- Orchard Gallery, Derry, Irlanda del Nordo, Regno Unito.
- Boris Michajlov, The Finnish Museum of Photography, Helsinki, Finlandia.

2002
- TV Mania, Galerie Barbara Weiss, Berlino, Germania.
- The Insulted and The Injured, Pace/MacGill Gallery, New York, NY, Stati Uniti d'America.
- TV Mania, Galerie der Stadt, Schwaz, Austria.
- Saatchi Gallery, Londra, Regno Unito.

2003
- Boris Michajlov: Private Freunden, lastende Langeweile, öfentlicher Zerfall, Eine Retrospektive, Fotomuseum Winterthur, Svizzera.
- Cambridge Album, Duke University, Durham, NC, Stati Uniti d'America.
- Boris Michajlov, Suzanne Tarasiève Galerie, Parigi, Francia.
- Boris Michajlov, Barbara Gross Galerie, Munich, Germania.
- Raum 1: Boris Michajlov - Galerie Conrads, Dusseldorf, Germania.
- Boris Michajlov, Salt Lake, ShugoArts, Tokyo, Giappone.
- Boris Michajlov, Het sociale verval in Rusland fotografisch gedocumenteerd, De Hallen, Haarlem, Paesi Bassi.

2004
- Look At Me I Look At Water, Palau de la Virreina, Barcellona, Spagna.
- In The Street, Galerie Barbara Weiss, Berlino, Germania.
- TV-Mania, Kunstverein Arnsberg, Germania.
- Galeria Helga de Alvear, Madrid, Spagna.
- Boris Michajlov, A Retrospective, Institute of Contemporary Art, Boston, MA, Stati Uniti d’America.
- Boris Michajlov, Photographs 60's-2003, Institut de Cultura de Barcellona, Spagna.
- Testimony of the Negative, Centrum Sztuki Wspolczesnej Zamek, Varsavia, Polonia.
- Boris Michajlov, Galeria Helga de Alvear, Madrid.

2005
- Butterbrot, Galerie Ilka Bree, Bordeaux, Francia.
- Zeit Raum Bild, 10 Jahre Dokumentarfotografie, Kulturforum, Berlino, Germania.
- Look at Me I Look at Water / If I Were A German / I Am Not I, Suzanne Tarasiéve Paris, Parigi, Francia.
- Boris Michajlov, Osterman Common Room, Institute for the Humanities, University of Michigan, Ann Arbor, MI, Stati Uniti d’America.
- Look At Me I Look At Water, Centre de la Photographie, Ginevra, Svizzera.
- Private Pleasures, Burdensome Boredom, Public Decay, Foam Fotografiemuseum, Amsterdam, Paesi Bassi.

2006
- Yesterday’s Sandwich, Shugoarts, Tokyo, Giappone.
- Boris Michajlov, Intermezzo, Guido Costa Projects, Torino, Italia.
- Boris Michajlov, Case History / Salt Lake, Muzeum Historii Fotografii, Krakow, Polonia.

2007
- Banzai!, Galerie Barbara Weiss, Berlino, Germania
- Boris Michajlov, Look At Me I Look At Water, Sprengel Museum, Hannover, Germania
- Sandwich, Barbara Gross Galerie, München, Germania
- Yesterday, Boris Michajlov, Kunst Meran Im Haus der Sparkasse, Merano, Italia
- Intimacy, Matthew Bown Gallery, Berlino e Londra
- Boris Michajlov, Beach, Rat Hole Gallery, Tokyo
- 52th Biennale di Venezia, Pensa con i sensi, senti con la mente: l'arte del presente - Ukrainian Pavilion: Poesia su un mare interno; serie: Tea, Coffee, Cappuccino, Venezia, Italia

2008
- The Wedding, Sprovieri Progetti, Londra, Regno Unito
- Historical Insinuations, Multimedia Complex of Actual Arts at Moscow Contemporary Art Center, Mosca, Russia
- Bricolage, NCCA, National Center For Contemporary Art, Mosca, Russia
- Red, Brown, Yesterday's Sandwich, Art4.ru, Contemporary Art Museum, Mosca, Russia
- Look at me I look at Water or Perversion of Repose (1999), Suzanne Tarasieve Galerie, Parigi, Francia

2009
- 1989. End of History or Beginning of the Future?, Kunsthalle Wien, Vienna, Austria
- 1989. End of History or Beginning of the Future?, Villa Schöningen, Potsdam, Germania
- Dusk, Deweer Gallery, Otegem, Belgio
- Yesterday’S Sandwich: 1960/70, Loft 19, Suzanne Tarasieve Paris, Parigi, Francia

2010
- At Dusk, 1993, Suzanne Tarasieve Galerie, Parigi, Francia
- Yesterday´S Sandwich, Galería Casado Santapau, Madrid, Spagna
- Utopia and Reality, Kunstverein Rosenheim, Rosenheim, Germania

2011
- Banzai!, Galerie Ika Bree, Bordeaux, Francia
- Case History, Museum of Modern Art (MoMA), New York, NY, Stati Uniti d’America
- Photography Calling, Sprengel Museum, Hannover, Germania
- If I were a German, Guido Costa Projects, Torino, Italia
- Boris Michajlov, Black Archive 1968–1979/ Tea Cofee Cappuccino 2000–2010, Galerie Barbara Weiss, Berlino, Germania

2012
- Arsenale 2012, The First Kyiv International Biennial of Contemporary Art, Mystetskyi Arsenal, Ucraina
- Time is out of Joint: Photography 1966-2011, Berlinoische Galerie, Berlino, Germania
- Triptychs, Sprovieri Gallery, Londra, Regno Unito
- Men's talk, Suzanne Tarasieve Galerie, Parigi, Francia
- Salt Lake, La Criee Centre d’Art Contemporain, Rennes, Francia

2013
- Boris Michajlov, The Books 1968-2012, Sprengel Museum, Hannover, Germania
- Four Decades, Dominique Lévy Gallery, New York City, NY, Stati Uniti d’America
- Salt Lake, Galería Casado Santapau, Madrid, Spagna

2014
- Men's Talk, Guido Costa, Torino, Italia
- Case History, Dvir Gallery, Tel Aviv, Israele

2015
- Io non sono io, MADRE, Napoli, Italia
- Boris Michajlov - Kaiserringträger der Stadt Goslar 2015, Mönchehaus Museum Goslar, Germania
- Suzanne Tarasieve, Parigi, Francia
- Boris Michajlov: Ukraine, Camera - Italian Centre for Photography, Torino, Italia

2016
- Ukraine, FOMU Fotomuseum, Antwerp, Belgio
- Mit Meinen Eigenen Augen, Fotoarbeiten, Kunstverein Wolfenbüttel, Wolfenbüttel, Germania

2017
- 57th Biennale di Venezia, Viva Arte Viva - Ukrainian Pavilion: Parliament, Venezia, Italia

## Premi
1996
- Coutts Contemporary Art Foundation Award, Zurigo, Svizzera
- Landeskulturzentrum grant, Salzau, Germania

1998
- Albert Renger-Patzsch Award, Dietrich Oppenberg Foundation, Museum Folkwang, Essen, Germania

2000
- Hasselblad Foundation International Award in Photography, Göteborg, Svezia
- Krazna-Krausz Photography Book Award, Londra, Regno Unito

2001
- The Citibank Photography Prize, Londra, Regno Unito
- Le prix du Livre de Photographie des Rencontres Internationales de la Photographie d’Arles 2000, Arles, Francia

2003
- General Satellite Corporation Art Prize for a contribution to the development of the contemporary Russian art, San Pietroburgo, Russia

2012
- Spectrum Photography Prize, Hannover, Germania

2015
- Goslar Kaiserring Prize, Goslar, Germania